# Linda Trinkaus Zagzebski
Linda Trinkaus Zagzebski (nascida em 1946) é uma filósofa norte-americana. Ela é a professora de pesquisa George Lynn Cross, bem como a cátedra de Filosofia da Religião e Ética do Kingfisher College, na Universidade de Oklahoma. Ela escreve nas áreas de epistemologia, filosofia da religião e teoria da virtude. Ela foi (2015–2016) presidente da Divisão Central da American Philosophical Association e deu as Gifford Lectures na Universidade de St. Andrews no outono de 2015. Ela é ex-presidente da American Catholic Philosophical Association e ex-presidente da Sociedade de Filósofos Cristãos.

## Publicações selecionadas
- The Dilemma of Freedom and Foreknowledge. New York: Oxford University Press. 1991. ISBN 978-0-19-510763-0
- Virtues of the Mind: An Inquiry into the Nature of Virtue and the Ethical Foundations of Knowledge. Cambridge, England: Cambridge University Press. 1996. ISBN 978-0-521-57826-4. doi:10.1017/CBO9781139174763
- Virtue Epistemology: Essays on Epistemic Virtue and Responsibility.  Editado com Fairweather, Abrol. New York: Oxford University Press. 2001. ISBN 978-0-19-514077-4.
- Intellectual Virtue: Perspectives from Ethics and Epistemology. Editado com DePaul, Michael. Oxford: Clarendon Press. 2003. doi:10.1093/acprof:oso/9780199252732.001.0001. ISBN 978-0-19-925273-2.
- Divine Motivation Theory. Cambridge, England: Cambridge University Press. 2004. ISBN 978-0-521-53576-2. doi:10.1017/CBO9780511606823
- Philosophy of Religion: An Historical Introduction. Malden, Massachusetts: Blackwell Publishing. 2007. ISBN 978-1-4051-1872-9
- On Epistemology. Belmont, California: Wadsworth Press. 2008. ISBN 978-0-534-25234-2
- Epistemic Authority: A Theory of Trust, Authority, and Autonomy in Belief. New York: Oxford University Press. 2012. ISBN 978-0-19-993647-2. doi:10.1093/acprof:oso/9780199936472.001.0001
- Exemplarist Moral Theory. New York: Oxford University Press. 2017. ISBN 978-0-19-065584-6. doi:10.1093/acprof:oso/9780190655846.001.0001